# The Page Mystery
The Page Mystery er en amerikansk stumfilm fra 1917 af Harley Knoles.

## Medvirkende
- Carlyle Blackwell som Alan Winthrop
- June Elvidge som Edith Strong
- Frank Goldsmith som Montague Winthrop
- Alec B. Franciss som Charles Winthrop
- Arthur Ashley som Ralph Cornwell